# 오메가-하이드록시산
오메가-하이드록시산(영어: omega-hydroxy acid) 또는 ω-하이드록시산(영어: ω-hydroxy acid)은 1번 위치(카복실산 계열의 출발점)에 카복실기가 있고 말단 위치 n (여기서 n > 3)에 하이드록실기가 있는 탄소 원자 갯수가 n개인 자연적으로 생성되는 곧은 사슬 지방족 유기산의 부류이다. ω-하이드록시카복실산(영어: ω-hydroxycarboxylic acid)이라고도 한다. 이들은 하이드록시카복실산의 하위 부류이다. C16 및 C18 ω-하이드록시산인 16-하이드록시 팔미트산 및 18-하이드록시 스테아르산은 식물 큐티클에 있는 큐틴의 주요 단량체이다. 중합체인 큐틴은 10,16-다이하이드록시 팔미트산과 같이 중간 사슬에서 치환된 ω-하이드록시산 및 그 유도체의 에스터교환에 의해 형성된다. 식물의 표피 세포만이 큐틴을 합성한다.

## 같이 보기
- 하이드록시카복실산
- α-하이드록시산
- β-하이드록시산